# Alejandro Ballestero
Alejandro Francisco Ballestero de Diego (Madrid, 4 de octubre de 1969) es un político y empresario español del Partido Popular, que ejerció como presidente de Sainsel Sistemas Navales entre 2013 y 2018, luego de haber sido diputado en el Congreso entre 1996 y 2011.

## Biografía
Entre 1991 y 1994 fue Presidente de Nuevas Generaciones del PP de Toledo. 
Entre 1996 y 2011 fue diputado en el Congreso en las legislaturas VI, VII, VIII y IX.
- Datos: Q4714487